# David A. Reed
David Aiken Reed, född 21 december 1880 i Pittsburgh, Pennsylvania, död 10 februari 1953 i Sarasota, Florida, var en amerikansk republikansk politiker. Han representerade delstaten Pennsylvania i USA:s senat 1922–1935. Han var ordförande i senatens militärutskott 1927–1933.
Reed gick i skola i Shady Side Academy i Pittsburgh. Han utexaminerades 1900 från Princeton University. Han gifte sig 1902 med Adele Wilcox. Han avlade sedan 1903 juristexamen vid University of Pittsburgh och inledde därefter sin karriär som advokat i Pittsburgh. Han deltog i första världskriget som major i fältartilleriet.
Senator William E. Crow avled 1922 i ämbetet. Reed blev utnämnd till senaten fram till fyllnadsvalet senare samma år. Han vann fyllnadsvalet och valdes dessutom till en hel mandatperiod i senaten. Reed besegrade sedan demokraten William N. McNair i senatsvalet 1928. Han kandiderade 1934 igen till omval men besegrades av utmanaren Joseph F. Guffey.
Reed var frimurare. Hans grav finns på Arlingtonkyrkogården.